# Cryptocentrus caeruleomaculatus
Cryptocentrus caeruleomaculatus är en fiskart som först beskrevs av Herre, 1933.  Cryptocentrus caeruleomaculatus ingår i släktet Cryptocentrus och familjen smörbultsfiskar. Inga underarter finns listade i Catalogue of Life.